# Daniel Cormier
Daniel Ryan Cormier (* 20. března 1979, Lafayette, Louisiana, USA) je bývalý americký zápasník afroamerického původu. 
Účastník letních olympijských her v roce 2004 a 2008 v zápasu ve volném stylu a držitel mistrovského pásu v lehké těžké a těžké váze v bojovém sportu mixed martial arts v období květen 2015 až srpen 2019 organizace Ultimate Fighting Championship.

## Sportovní kariéra
Vyrůstal v skromných poměrech v černošské čtvrti Northside v louisianském Lafayette. Jeho rodiče se brzy rozvedli a vyrůstal s nevlastním otcem Percym. V roce 1986 byl jeho vlastní otec Joseph zastřelen při hádce s otcem své druhé ženy. Sportovnímu zápasení se začal věnovat na střední škole Northside High, kde zápasil za školní tým Mighty Vikings v národním zápase pod vedením Stephena Lotiefa. Střední školu dokončil se zápasovou bilancí 101 vítězství a 9 porážek.
V roce 1997 vstoupil nejprve v Kansasu na Colby Community College, kde zápasil za tým Trojans pod vedením Steva Lampeho. Po dvou letech však dostal stipendium na prestižní Oklahoma State University v Stillwateru, kde se připravoval v týmu Cowboys pod vedením Johna Smitha a jeho asistentů. Oklahomskou univerzitu dokončil v roce 2001 se zápasovou bilancí 53 vítězství a 10 porážek.
Olympijskému volnému stylu se věnoval od roku 2001 pod vedením Jima Ravannacka v Gator Wrestling Club v louisianském Covingtonu. V roce 2003 jeho život zasáhla těžká rána, když při dopravní nehodě zemřela jeho tříletá dcera Kaedyn. V roce 2004 však bez větších problémů získal na květnové americké olympijské kvalifikaci nominaci na olympijské hry v Athénách ve váze do 96 kg. V Athénách byl nalosován do hratelné skupiny s Polákem Bartłomiejem Bartnickim a Slovákem v rakouských barvách Radovanem Valachem. Oba své soupeře porazil výrazným bodovým rozdílem a z prvního místa postoupil přímo do semifinále proti ruskému Osetu Chadžimuratu Gacalovi. První poločas prohrál 0:1 na technické body, když ve druhé minutě nezachytil Gacalovův podběh. Ve druhém poločase se nechal vytlačit soupeřem ze žíněnky a v regulérní šestiminutové hrací době prohrál 0:2 na technické body. Podle tehdejších pravidel však zápas končil při bodovém rozdílu vyšším než tři body. Na začátku nastavení rozhodčí nařídil klinč, který neustál a porazem nohou prohrál 0:5 na technické body. V souboji o třetí místo nastoupil proti Íránci Alírezovi Hajdárímu. Začátkem druhého poločasu vyhrál za stavu 0:0 nařízený klinč a dostal se do vedení 1:0. V nastavení získal druhý bod po nařízeném klinči, ale závěr nastavení fyzicky neustál. Za pasivitu ho rozhodčí poslal do parteru, ve kterém ho Hajdárí přetočil koršunem a po prohře 2:3 na technické body obsadil 4. místo.
V roce 2008 uspěl podruhé v americké olympijské kvalifikaci a startoval na olympijských hrách v Pekingu. Po nalosování dostal v prvním kole za soupeře Kubánce Michela Batistu. K zápasu však nenastoupil. Později vyšlo na jeho, že potom co úspěšně shodil váhu do své kategorie do 96 kg fyzicky zkolaboval. Po olympijských hrách v Pekingu přestoupil k profesionálům.

### Výsledky
| Turnaj                  | 2002 | 2003 | 2004 | 2005 | 2006 | 2007 | 2008 |
| Turnaj                  | 23   | 24   | 25   | 26   | 27   | 28   | 29   |
| Turnaj                  | -96  | -96  | -96  | -96  | -96  | -96  | -96  |
| ----------------------- | ---- | ---- | ---- | ---- | ---- | ---- | ---- |
| Olympijské hry          |      |      | 4.   |      |      |      | DNS  |
| Mistrovství světa       | —    | 5.   |      | úč.  | úč.  | 3.   |      |
| Panamerické hry         |      | 1.   |      |      |      | 3.   |      |
| Panamerické mistrovství | 1.   | —    | —    | —    | —    | —    | —    |

## Profesionální kariéra
V roce 2008 začal intenzivně navštěvovat kurzy kickboxingu a grapplingu v bojovém klubu Javiera Mendeze American Kickboxing Academy. V roce 2009 podepsal profesionální smlouvu s prestižní organizací Strikeforce a v září nastoupil ke svému prvnímu zápasu mezi profesionály v bojovém sportu mixed martial arts v Bixby.
Svůj první mistrovský pás australské organizace Xtreme MMA získal v července 2010 Sydney, když porazil Lucase Browne technickým k.o. Následoval druhý mistrovství pás kalifornské organizace King of the Cage.
V roce 2013 pohltila jeho zaměstnavatele Strikeforce Ultimate Fighting Championship (UFC). V lednu 2015 zápasil poprvé s Jonem Jonesem o mistrovství pás UFC v lehké těžké váze do 93 kg a po rozhodnutí komise prohrál na technické body. Jon Jones byl později v dubnu pozitivně testován na doping a v květnu se tak utkal o uvolněný mistrovský pás s Anthonym Johnsonem. Johnsona porazil před časovým limitem škrcením a získal poprvé mistrovský pás organizace UFC. V říjnu 2015 titul poprvé obhájil se Švédem Alexandrem Gustafssonem a v dubnu 2017 titul obhájil podruhé s Anthonym Johnsonem. V červenci 2017 o mistrovský pás připravil jeho předchozí držitel Jon Jones, ale vzápětí mu byl mistrovství pás vrácen po Jonsově dalším pozitivním testu na doping. V lednu 2018 titul v lehké těžké váze potřetí obhájil s Volkanem Oezdemirem.
V červenci 2018 vyzval o mistrovský pás v těžké váze do 120 kg jeho držitele Stipe Miocice. Zápas s Miocicem ukončil v 5 minutě prvního kola na k.o. a získal poprvé mistrovský pás v těžké váze. Tím zároveň uvolnil trůn v lehké těžké váze do 93 kg. V listopadu titul poprvé obhájil v zápase s Derrickem Lewisem. V srpnu 2019 však v odvetném zápase se Stipe Miocicem o mistrovský pás přišel, když prohrál v 5 minutě 4. kola na technické k.o..